# Михаил Даев
Михаил Тодоров Даев или Даиев е български революционер, деец на Вътрешната македоно-одринска революционна организация.

## Биография
Даев е роден през 1881 година в град Балчик в заможно семейство. Учи във Варненската гимназия, където Пейо Яворов го привлича за каузата на Върховния комитет в Македония и Одринска Тракия. 
През 1900 година напуска Варна и постъпва в четата на Христо Чернопеев, която действа в Струмишко, Поройско и Кукушко.
От началото на 1903 година Михаил Даев е в четата на Михаил Герджиков и обикаля Странджа. На 20 февруари 1903 г. той участва в неуспешния атентат при гара Синекли. Делегат е на конгреса на Одрински революционен окръг на Петрова нива.
По време на Илинденско-Преображенското въстание той е един от четниците на Георги Кондолов в 12-и Паспаловски район. След смъртта на Кондолов, Даев поема ръководството на четата и, заедно с другарите си, участва в спасяването на български бежанци.
| Чета на Михаил Даев при заминаването ѝ, 21 август 1903 г. | Чета на Михаил Даев при заминаването ѝ, 21 август 1903 г. | Чета на Михаил Даев при заминаването ѝ, 21 август 1903 г. | Чета на Михаил Даев при заминаването ѝ, 21 август 1903 г. | Чета на Михаил Даев при заминаването ѝ, 21 август 1903 г. | Чета на Михаил Даев при заминаването ѝ, 21 август 1903 г. |
| №                                                         | Име                                                       | Години                                                    | Родно място                                               | Служил или не                                             | Семеен или не                                             |
| --------------------------------------------------------- | --------------------------------------------------------- | --------------------------------------------------------- | --------------------------------------------------------- | --------------------------------------------------------- | --------------------------------------------------------- |
| 1.                                                        | Нико Радев                                                | 40                                                        | Малко Търново                                             | да                                                        | да                                                        |
| 2.                                                        | Захари Николов                                            | 23                                                        | Хасково                                                   | да                                                        | да                                                        |
| 3.                                                        | Киро Нейчев                                               | 23                                                        | Сопот                                                     | не                                                        | не                                                        |
| 4.                                                        | Стефан Стойчев                                            | 23                                                        | Ески Джумая                                               | не                                                        | не                                                        |
| 5.                                                        | Димо Николов                                              | 23                                                        | Бургас                                                    | не                                                        | не                                                        |
| 6.                                                        | Георги Димитров                                           | 20                                                        | Урумбегли                                                 | не                                                        | не                                                        |
| 7.                                                        | Лазар Николов                                             | 24                                                        | Урумбегли                                                 | не                                                        | не                                                        |
| 8.                                                        | Иван Христов                                              | 28                                                        | Джодилово                                                 | не                                                        | не                                                        |
| 9.                                                        | Е. Кйортян                                                | 26                                                        | Одрин                                                     | не                                                        | не                                                        |
| 10.                                                       | Петър Вълчев                                              | 25                                                        | Кйопокая                                                  | не                                                        | не                                                        |
| 11.                                                       | Костадин Иванов                                           | 22                                                        | Нова Масия                                                | не                                                        | не                                                        |
| 12.                                                       | Петър Маринов                                             | 22                                                        | Свищов                                                    | не                                                        | не                                                        |
| 13.                                                       | Димитър Киров                                             | 20                                                        | Лозенград                                                 | не                                                        | не                                                        |
| 14.                                                       | Иван Нончев                                               | 23                                                        | Сопот                                                     | не                                                        | не                                                        |
| 15.                                                       | Никола Гйомуш                                             | 49                                                        | Бургас                                                    | да                                                        | да                                                        |
| 16.                                                       | Димитър Георгиев                                          | 26                                                        | Бургас                                                    | да                                                        | не                                                        |
| 17.                                                       | Черней Мерджанов                                          | 24                                                        | Сливен                                                    | да                                                        | не                                                        |
| 18.                                                       | Димитър Иванов                                            | 35                                                        | Леринско                                                  | не                                                        | не                                                        |
| 19.                                                       | Богдан Вълев                                              | 29                                                        | Хасково                                                   | не                                                        | не                                                        |
| 20.                                                       | Зафир Андонов                                             | 23                                                        | Бургас                                                    | да                                                        | не                                                        |
| 21.                                                       | Ст. Стоянов                                               | 25                                                        | Малко Търново                                             | да                                                        | да                                                        |
| 22.                                                       | Иван Димитров                                             | 23                                                        | Коево                                                     | да                                                        | не                                                        |
| 23.                                                       | Атанас Костадинов                                         | 27                                                        | Урумбегли                                                 | да                                                        | да                                                        |
| 24.                                                       | Никола Вълков                                             | 23                                                        | Малко Търново                                             | не                                                        | не                                                        |
| 25.                                                       | Ст. Милков                                                | 24                                                        | Яна                                                       | не                                                        | не                                                        |
| 26.                                                       | Иван Тодоров                                              | 32                                                        | Аерскьой                                                  | не                                                        | не                                                        |
| 27.                                                       | Кирил Димитров                                            | 35                                                        | Урумбегли                                                 | не                                                        | не                                                        |
| 28.                                                       | Никола Карев                                              | 23                                                        | Айтос                                                     | не                                                        | не                                                        |
| 29.                                                       | Никола Георгиев                                           | 18                                                        | Пирок                                                     | не                                                        | не                                                        |
| 30.                                                       | Никола Андонов                                            | 25                                                        | Чирмен                                                    | не                                                        | не                                                        |
| 31.                                                       | Коста Петров                                              | 25                                                        | Станимака                                                 | не                                                        | не                                                        |
| 32.                                                       | Георги Димитров                                           | 36                                                        | Тарлари                                                   | не                                                        | не                                                        |
| 33.                                                       | Георги Марков                                             | 25                                                        |                                                           | да                                                        | не                                                        |
| 34.                                                       | Никола Кълпов                                             | 20                                                        | Бунархисар                                                | не                                                        | не                                                        |
| 35.                                                       | Димо Хрисчев                                              | 28                                                        | Бунархисар                                                | не                                                        | да                                                        |
| 36.                                                       | Иван Ефтимов                                              | 22                                                        | Малко Търново                                             | не                                                        | не                                                        |
| 37.                                                       | Райко Димов                                               | 30                                                        | Урумбегли                                                 | не                                                        | не                                                        |
| 38.                                                       | Димитър Николов                                           | 48                                                        | Урумбегли                                                 | не                                                        | не                                                        |
| 39.                                                       | Димитър Костов                                            | 26                                                        | Урумбегли                                                 | не                                                        | да                                                        |
| 40.                                                       | Стамо Пасков                                              | 36                                                        | Урумбегли                                                 | не                                                        | да                                                        |
| 41.                                                       | Ж. Костадинов                                             | 38                                                        | Урумбегли                                                 | не                                                        | да                                                        |
| 42.                                                       | Димитър Павлов                                            | 39                                                        | Урумбегли                                                 | не                                                        | да                                                        |
| 43.                                                       | Яни Едров                                                 | 22                                                        | Урумбегли                                                 | не                                                        | не                                                        |
| 44.                                                       | Яни Христов                                               | 23                                                        | Урумбегли                                                 | не                                                        | не                                                        |
| 45.                                                       | Георги Димов                                              | 45                                                        | Курудере                                                  | не                                                        | да                                                        |
| 46.                                                       | Георги Димитров                                           | 19                                                        | Кешан                                                     | не                                                        | не                                                        |
| 47.                                                       | Яни Калоянов                                              | 24                                                        | Иниже                                                     | не                                                        | да                                                        |
| 48.                                                       | Станю Георгиев                                            | 24                                                        | Малко Търново                                             | не                                                        | да                                                        |
| 49.                                                       | Михаил Стоянов                                            | 27                                                        | Карадере                                                  | не                                                        | да                                                        |
| 50.                                                       | Петйо Ослув                                               | 30                                                        | Чирпан                                                    | не                                                        | да                                                        |
| 51.                                                       | Рачо Стоянов                                              | 19                                                        | Казъл-кая                                                 | не                                                        | да                                                        |
| 52.                                                       | Паруш Янов                                                | 30                                                        | Лозенград                                                 | не                                                        | да                                                        |
| 53.                                                       | Кирил Турлаков                                            | 19                                                        | Бургас                                                    | не                                                        | не                                                        |
| 54.                                                       | Яни Колев                                                 | 29                                                        | Казълагач                                                 | да                                                        | не                                                        |
| 55.                                                       | Димитър Попов                                             | 24                                                        | Дишбудак                                                  | да                                                        | не                                                        |
| 56.                                                       | Начо Йорданов                                             | 25                                                        | Дишбудак                                                  | не                                                        | не                                                        |
| 57.                                                       | Янаки Ангелов                                             | 27                                                        | Урумбегли                                                 | не                                                        | не                                                        |
| 58.                                                       | Георги Тодоров                                            | 26                                                        | Тетово                                                    | не                                                        | не                                                        |
| 59.                                                       | Михаил Даев                                               | 26                                                        | Варна                                                     | не                                                        | не                                                        |
| 60.                                                       | Незаписан                                                 |                                                           |                                                           |                                                           |                                                           |
| 61.                                                       | Незаписан                                                 |                                                           |                                                           |                                                           |                                                           |
| 62.                                                       | Незаписан                                                 |                                                           |                                                           |                                                           |                                                           |

След въстанието, заедно с по-голямата част от ръководителите на ВМОРО, пристига в София и участва в съвещанията, на които се обмислят по-нататъшните действия и тактиката на Организацията.
През 1904 година е изпратен като войвода в Беломорска Тракия. По това време особено тежко е положението в някои околии на Серския революционен окръг. В Драмско и Зъхненско освен компактните маси турско население, което подпомага властта, действа и силна гръцка въоръжена пропаганда, която има за свой основен противник не турската власт, а българското население и революционната организация. Затова ръководството на ВМОРО изпраща в този район изпитани, опитни дейци и войводи от други райони.

През юни 1905 година на конгреса на Серски революционен окръг в местността Мочура в Пирин, добил вече голям опит и популярност, макар и само на 26 години, Михаил Даев е изпратен като районен войвода в Драмско с 16-22 четници. В по-голямата си част Драмската чета се състои от млади, интелигентни момчета от Свободна България, повечето доведени от Михаил Даев, между които – Христо Манов от Чирпан, Тодор Паница от Оряхово, Тодор Добринович от Видин, Димитър Запрянов от Хасково, Тачо Хаджистоенчев от Стара Загора, Тодор Берберов от Копривщица, Наум Терзистанов от Балчик, Пеню Ковачев от Казанлък и други. Андрей Тошев пише през 1907 година: 
| „ | Всички почти хора на Даева са социалисти и рушители на народните обичаи и вярвания. При все туй сега те са против Сандански, както и сам Даев и повече симпатизират на Представителството. | “ |

По това време духът на българското население в Драмско е сломен от силната гръцка пропаганда, която не подбира средства, за да го елинизира и върне към Цариградската патриаршия. Екзархийски са само няколко села като Скрижово, Калапот и Гюреджик. Първите 6 месеца драмската чета преживява големи трудности и предателства от страна на гъркоманите. С упорита работа и силна воля Даев преодолява всички трудности. Със смели и бързи действия четата привлича много млади хора от българските села. Създават се нови революционни комитети в Скрижово, Калапот, Гюреджик и други села, а малко по-късно тези села създават и собствени въоръжени чети. Наказани са някои от ръководителите на гръцкия комитет, а няколко гръцки андартски чети са разбити и отблъснати.
През 1906 г. войводата Михаил Даев, преоблечен в местна носия, обикаля селата Просечен, Плевня, Височен и Кобалища, където спечелва за каузата местните селяни и образува комитети на Организацията. Негови четници тогава са бъдещите войводи Пейо Гарвалов и Димитър Михайлов.
Българското население от градовете Драма и Кавала събират пари и ги изпращат в околийската каса. С тези средства Даев през пролетта на 1906 г. облича в нови униформи и въоръжава с къси манлихери селската милиция в селата Калапот и Скрижово. В други села, където има и гръцко население, селските ръководители са въоръжени с револвери, за да се бранят от нападенията на андартите. Селските младежи преминават специално военно обучение, което се провежда в специален лагер в планината над Калапот.
На 10 октомври 1906 година тридесет български четници от околните села, начело с Михаил Даев и други трима войводи, нападат от три страни Алистрат и убиват 15 турски войници в казармата им. Срещат съпротива от гръцка милиция, начело с учителя лекар Василиос Кафтандзис и при пристигането на зъхненския каймакамин с войска, се оттеглят.
За две години Михаил Даев извършва огромна работа за организирането на населението в Драмско, Зъхненско и Неврокопско, спечелва си авторитет и уважение като един от най-дейните и образовани войводи на Организацията.
Към средата на юни 1907 г. в Кавала пристига английският полковник Елиът, за да извърши инспекция на дейността на английските жандармерийски офицери, които са разположени в областта по силата на Мюрцщегските реформи. Даев решава да отвлече Елиът и по подобие с отвличането на американската мисионерка мис Елън Мария Стоун, да получи откуп за каузата на Организацията и най-вече да привлече вниманието на европейското обществено мнение върху тежката съдба на българската население в Македония. Акцията се проваля поради предпазливостта на полковник Елиът и намесата на турската полиция.
Малко по-късно населението издига паметник на славния войвода в град Неврокоп.
Даев става първата жертва на Яне Сандански.. След като се проваля на Рилския конгрес Сандански решава, че не може да прави повече компромиси. След като групата му напуска конгреса, за задгранични представители са избрани Борис Сарафов, Христо Матов и Иван Гарванов. Сандански не ги признава и ги нарича „неовърховисти“. През август 1907 г. той предлага Задграничното представителство да бъде премахнато като орган, но не може да наложи това решение. Тогава той взема мерки и натоварва Даев да ликвидира физически задграничните представители. Той обаче се разочарова от Сандански и вижда в неговите амбиции главна пречка за единството във ВМОРО. Тогава решава да използва близостта си с Яне, за да го убие. Не е известно дали Гарванов, Матов и Сарафов са узнали нещо за неговите намерения, но Даев ги описва в писмо и го праща по Тодор Паница. Даев му е кум, а Паница е негов най-близък приятел, бивш съученик и настоящ подвойвода. Това се оказва фатална грешка. Веднага след като той му поверява писмото за да го предаде в Задграничното представителство, Паница го предава на Сандански. Заради заговора Даев е осъден на смърт. Присъдата на Даев е изпълнена на 30 октомври 1907 г. Според Христо Силянов войводата бил измъчван и убит, а според Мерсия Макдермот му разрешили да се самоубие, след като се разкаял и писмено признал вината си. Убийството на Даев е запазено в тайна повече от месец. През 1913 година, след като Неврокопско влиза в пределите на България, войводата Стоян Мълчанков, заедно с група български офицери, провежда разследване и открива гроба на Михаил Даев.
В спомените си Мълчанков пише:
| „ | До скоро гробът на покойния бе неизвестен. По инициатива, обаче, на Либяховския общински кмет и благодарение показанията на Тодор Бошнаков от с. Либяхово, който бил накаран, на другия ден, след убийството на Даева, да изоре нивата, дето последният бил погребан, на 26 октомври 1913 г. - гробът бе намерен и открит край с. Либяхово, в нивата на известния българоубиец Иван Коюмджиев. Общинският кмет е Атанас п. Стоянов, който е пунктов войвода на ВМРО от 1921 до 1928 г. Убиецът на Даев, Иван Коюмджиев, е убиец и на бащата на Атанас п. Стоянов. | “ |

| “ | Серско, 10 октомври 1907 г. Протокол Окръжният комитет на Серския революционен окръг в пълен състав, събран на 10 октомври 1907 г. на заседание по повод разкрития заговор на групата Гарванов-Сарафов, представляваща българското националистично течение в организацията, която от своя страна е замислювала да разстрои положението като обезсили и подчини на своето влияние стоящите на принципа за целостта и независимостта на организацията дейци от Серския революционен окръг, взе в съображение следните обстоятелства: I. Сама по себе си съединената група Гарванов-Сарафов се е стремяла винаги да експлоатира македонския проблем, постепенно превърнат в средство за съществуването на известни личности, лишени от всякакъв революционен идеал и водими изключително от егоистични и славолюбиви побуждения, като не държи сметка за употребяваните подли средства по отношение на идейните си противници и влага само личен елемент с участието си в революционното движение. II. Чувствувайки се слаби в основата си и неспособни да се борят на теоретична почва, те са усвоили методи неприсъщи на истински революционери и винаги са се стремили да. спъват революционното движение, като са го отклонявали от пряката му цел и са ангажирвали времето и енергията на организационните дейци във вътрешни раздори и междуособици. III. Верни на горното начало, те са решили и замислювали да прокарат влиянието си и в Серския революционен окръг, като са избрали за оръдие на своята цел, близка тям по нравствените си качества личност – драмския околийски войвода М. Даев. IV. От своя страна М. Даев, съзнавайки се виновен и отговорен за влошеното положение в Драмска околия, достатъчно компрометиран и станал невъзможен между население и другари и сам по себе славолюбив, извратен и лишен от всякакъв идеен възглед, макар и да бе дал писмена декларация на Окръжния комитет, че възприема становището и поддържа другарите си от окръга, едновременно с това е бил в преписка и сношение с Гарванов-Пенчев, за да приложи уговорената между него и тях обща замисъл, да ги подпомогне и улесни отвътре за нахлуването на техни хора и завземането на окръга. V. За да се обезпечи успехът на горния заговор, нужно е било съдействието на съучастници из самата вътрешност, а като най-главно онова на Паница, комуто най-после, мислейки да добие одобрението, Даев е разкрил заговора и го е натоварил да замине в България, гдето да се срещне с Гарванов-Сарафов и непосредствено дадат окончателна форма на плана за действие, а сам Даев при пристигането на Чудомир и Бунов в Драмска околия за конгреса е приготвил тяхното избиване. VI. Други вероятни съучастници и помагачи на плана са мислили да вербуват в лицето на Запрянов, Чавдар, Занков, който е донесъл из България от тях писмо Даеву и се е готвил да заеме Демирхисарско. Вън от тях те са подготвили и имали на разположение за този случай изпъдените от Кадикьойско четници. VII. Последното писмо на Даева до Гарванов и Пенчев съдържа поканата да му дадат обещаната от тях помощ, понеже моментът бил удобен и следвало да се пристъпи към действие – което писмо се съхранява в архивата на Окръжния комитет. Тези домогвания на Гарванов-Сарафов, станали наемници и агенти на българската държава и съвършено компрометирани като организационни дейци и действующи от името на българските държавнически и династически интереси – са един акт на престъпление, насочен в дадения случай еднакво до независимостта и целостта на организацията и до представителите на нашето идейно течение. По силата на взетите от общия конгрес решения, вписани в циркулярите и чл. 205 от правилника, буква „Д", комбинирани с буква „Ж" от същия член и въз основа на документите и данните по разкрития заговор, Окръжният комитет на Серския революционен окръг осъди на смърт: Борис Сарафов, Иван Гарванов и Михаил Даев. С прилагането на присъдата по отношение на Борис Сарафов и Гарванов натоварва се Т. Паница, а Окръжният комитет ще изпълни онази към Даев. Горният акт ще бъде същевременно и начало на тази система към всички онези, които биха действували по такъв начин. Я. Сандански Чудомир Скрижевски А. Буйнов /Печат/ | ” |
|   | |   |

За него летописецът на ВМОРО Христо Силянов с нескрита симпатия пише:
| „ | Хубавец, с големи черни очи, смолиста брада и коса Даев омайваше младежта със своя борчески идеализъм, романтична външност и революционен актив още преди въстанието. | “ |